# Kill The Noise
Jake Stanczak, conocido por los nombres artísticos Ewun y Kill The Noise, es un DJ y productor discográfico  de drum and bass, dubstep y EDM oriundo de Rochester, Nueva York. Ha trabajado con muchos artistas incluyendo Feed Me, Brillz, Evol Intent, 12th Planet, Minxx, Skrillex, The Upbeats, SOFI, Datsik, Dillon Francis, deadmau5 y Dieselboy. Ewun también ha aparecido en varios álbumes recopilatorios.
En 2011, produjo y colaboró en las pistas "Narcissistic Cannibal" (junto con Skrillex) y "Fuels the Comedy", del décimo álbum de estudio de la banda estadounidense de metal alternativo Korn, The Path of Totality. "Narcissistic Cannibal" fue lanzado como sencillo el 18 de octubre de 2011, precedido por el álbum lanzado el 6 de diciembre de 2011.
El Viernes, 3 de febrero de 2012 'Stanczak' subió al escenario con Korn para realizar el Jimmy Kimmel Live! 
En noviembre de 2012, lanzó su EP "BL∀CK M∀GIC", que alcanzó el primer puesto en la lista de los 100 mejores lanzamientos de dubstep de Beatport mientras que su anterior lanzamiento se encontraba todavía en el Top 100. Además, este alcanzó el primer puesto del Top 100 de Beatport.
Además el lanzamiento de su álbum debut el 2015. Occult Classic el cual resalta una mejora en el sonido de Kill The Noise un gran álbum.
En abril de 2016 Kill the Noise lanzó el video musical de su sencillo "I Do Coke" con Feed Me de su álbum OCCULT CLASSIC. Occult Classic fue seguido más tarde por un álbum de remixes de 17 pistas titulado Alt Classic (estilizado como ALT CLASSIC) lanzado el 13 de mayo de 2016, con artistas notables REZZ, NGHTMRE, Snails, Gammer & Slander. El video fue protagonizado por Tom Sandoval del exitoso programa de Bravo Vanderpump Rules. En 2016 produjo una nueva versión del clásico "Relax" de Frankie Goes to Hollywood con A$AP Rocky, Nitty Scott y Sam Sparro para Zoolander 2. Kill The Noise actuó notablemente en el Fuji Rock Festival el 23 de julio de 2016.

## Discografía

### Como Ewun
- Evol Intent & Ewun / Kid Kryptic - 8 Bit Bitch / The Way (2005) – Evol Intent Recordings
- Chase & Status / Ewun - Wizard Killa / Guntalk (2005) – Barcode Recordings
- Face Off / Interstellar (2005) – Barcode Recordings
- Exile / Ewun – Devil's Chimney / The Divide (2005) - Evol Intent Recordings
- Spor, Evol Intent, Ewun & Unknown Error – The Prologue EP (2006) - Lifted Music
- Apex, Spor, Evol Intent & Ewun – From The Inside Out EP (2008) - Lifted Music
- The Upbeats, Evol Intent & Ewun / The Upbeats & State Of Mind – Smash / Planet Earth (2008) - Non Vogue
- Ewun –  Wun Nation EP (2008) - Evol Intent Recordings
- Dieselboy, Evol Intent & Ewun / Friske & Perpetuum – Midnight Express / Step Up (2009) - Human Imprint
- The Upbeats & Ewun – Binge Drinker / Screw Up (The Upbeats Remix) (2009) - Lifted Music

### Como Kill The Noise
- Kill The Noise – Kill Kill Kill (2008) - penis Records
- Estelle & Kanye West – American Boy (Remixes) - Atlantic Records
- LeLe – Breakfast Remixes EP Breakfast (Kill The Noise Remix) (2008) - Magnetron Music
- Kill The Noise – Roots EP (2010) - Slow Roast Records
- Feed Me feat. Kill The Noise – Feed Me's Big Adventure EP - Muscle Rollers - mau5trap (2010)
- Rye Rye feat. Robyn – Never Will Be Mine (The Remixes) EP - Never Will Be Mine (Kill The Noise Remix) (2011) - Interscope Records
- KOAN Sound – Funk Blaster EP - Talk Box (Kill The Noise Remix) (2011) - OWSLA
- Kill The Noise – Kill Kill Kill EP (2011) - OWSLA
- Korn feat. Skrillex & Kill The Noise – Narcissistic Cannibal (2011) – Roadrunner Records
- SOFI - Locked And Loaded: Part 2 - EP - Bring Out The Devil (feat. Skrillex & Kill The Noise) (2011) - Mau5trap
- Korn – The Path of Totality – Fuels The Comedy (Bonus Track) (feat. Kill The Noise) (2011) - Roadrunner Records
- Yelawolf – Radioactive - Growin Up In The Gutter (Kill The Noise Remix) (2011)
- Skrillex – Bangarang EP – Right On Time (feat. 12th Planet & Kill The Noise) (2011) - Big Beat
- Porter Robinson – Spitfire (Kill The Noise Remix)
- 12th Planet – The End Is Near! EP - Burst (feat. Skrillex, Kill The Noise & GMCFOSHO) (2012) - Scion Audio Visual
- Noisia – Split The Atom (Special Edition) - Diplodocus (Kill The Noise Remix) (2012) - Mau5trap
- Kill The Noise & Datsik – Lightspeed (Sencillo) - Lightspeed (2012) - OWSLA
- Nero – Must Be the Feeling EP - Must Be The Feeling (Kill The Noise Remix) (2012) MTA Records
- Tiësto & Steve Aoki – Tornado (Remixes) EP - Tornado (Kill The Noise Remix)
- Kill The Noise – Black Magic EP (OWSLA)
- The M Machine & Peny – Metropolis Pt.2 (Remixes) EP - Ghost In The Machine (Kill The Noise Remix)
- Dillon Francis & Kill The Noise - Dill The Noise
- Kill The Noise - Black Magic Remixes
- Feed Me & Kill the Noise - Far Away (Slow Roast / Sotto Voce)
- Kill The Noise - Occult Classic (OWSLA)
- Dj Snake - Propaganda (Remixes) EP - Propaganda (Kill The Noise Remix)
- Kill The Noise - Alt Classic (OWSLA)
- Shell Shocked - Juicy J, Wiz Khalifa, Ty Dolla Sign Ft. Kill The Noise, Madsonik, Brian Tyler & Moxie Raia
- Duality (Remix) - Slipknot
- Escape Room - Brian Tyler (Kill The Noise & Madsonik Remix) (from Escape Room)
- Kill The Noise y Wooli - Song Of The Year